# Kalajevo (Federacja Bośni i Hercegowiny)
Kalajevo – wieś w Bośni i Hercegowinie, w Federacji Bośni i Hercegowiny, w kantonie tuzlańskim, w gminie Lukavac. W 2013 roku liczyła 69 mieszkańców, z czego większość stanowili Chorwaci.